# كيغو أومي
كيغو أومي (باليابانية: 小見 恵吾) (مواليد 1 أغسطس 1992)، هو لاعب كرة قدم كان يلعب كمدافع.

## وصلات خارجية
- كيغو أومي على موقع رابطة كرة القدم اليابانية للمحترفين (اليابانية)
- كيغو أومي على موقع قاعدة بيانات كرة القدم.إي يو (الإنجليزية)
- كيغو أومي على موقع Soccerway.com (الإنجليزية)
- كيغو أومي على موقع عالم كرة القدم.نت (الإنجليزية)